# Dicranomyia neomorio
Dicranomyia neomorio är en tvåvingeart som beskrevs av Alexander 1927. Dicranomyia neomorio ingår i släktet Dicranomyia och familjen småharkrankar. Inga underarter finns listade i Catalogue of Life.